# Isla de los Micos
La isla de los Micos o isla Arara es una isla fluvial del río Amazonas perteneciente a Colombia, ubicado en el municipio de Leticia, al sureste del departamento de Amazonas, cerca a la frontera con Perú.
Cerca de la isla se encuentra las islas Corea en territorio peruano.

## Descripción

### Ubicación
La isla está a unos 20 kilómetros río arriba de la ciudad de Leticia, a la altura de la localidad de Santa Sofía. La isla tiene un tamaño de alrededor de 450 hectáreas. El estadounidense Mike Tsalikys estableció una estación allí en la década de 1960 para la cría de monos y otros seres vivos.

### Historia
La compañía de Mike Tsalikys tuvo que cesar sus operaciones en la década de 1990. Desde entonces, la isla se ha convertido en una atracción turística. Leticia ofrece viajes en barco con un tiempo de viaje de alrededor de una hora. Hoy en día hay varios miles de monos en la isla, en su mayoría monos ardilla. En el extremo norte de la isla hay una estación de visitantes con instalaciones de amarre. Los cuidadores de allí han utilizado a los animales para grupos de visitantes.